# Giovanni Fondelli
Giovanni Fondelli (Figline Valdarno, ... – Meleto Valdarno, 4 luglio 1944) è stato un presbitero italiano.
Parroco della frazione di Meleto, nel comune di Cavriglia. Il 4 luglio 1944, nel corso di un rastrellamento della popolazione maschile del paese, ad opera delle truppe tedesche della Fallschirm-Panzer-Division 1 "Hermann Göring", il sacerdote offrì la propria vita per cercare di  salvare quella dei suoi parrocchiani. Il tentativo fu vano, e don Giovanni Fondelli venne ucciso insieme ad altri novantadue uomini.